# Viburnum caudatum
Viburnum caudatum är en desmeknoppsväxtart som beskrevs av Jesse More Greenman. Viburnum caudatum ingår i släktet olvonsläktet, och familjen desmeknoppsväxter. Inga underarter finns listade i Catalogue of Life.